# Rue Nicolet
La rue Nicolet est une voie du 18e arrondissement de Paris, en France.

## Situation et accès
La rue Nicolet est une voie publique située dans le 18e arrondissement de Paris. Elle débute au 21, rue Ramey et se termine au 2, rue Bachelet.

## Origine du nom

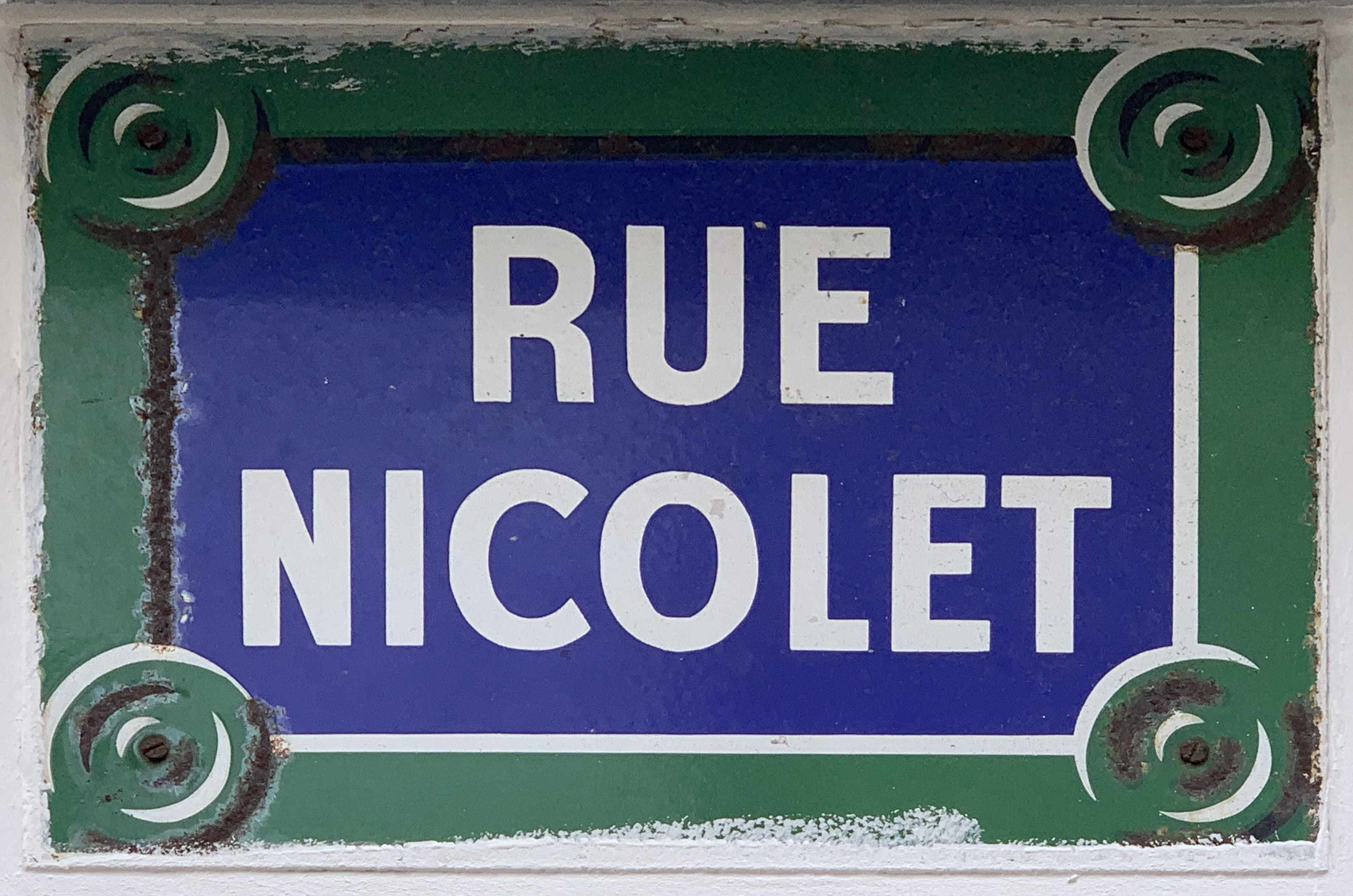
Plaque de la rue.

Elle porte le nom du propriétaire des terrains, M. Nicolet.

## Historique
Cette voie de l'ancienne commune de Montmartre faisait partie en 1846 de l'ensemble appelé la « cité Clignancourt » qui fut rattaché à la voirie de Paris en 1863.

## Bâtiments remarquables et lieux de mémoire
- No 6 : appartement-atelier du peintre Jean Fautrier de 1920 à 1923[réf. nécessaire].
- No 11 : domicile du peintre Léon Schwarz-Abrys[réf. nécessaire].
- No 14 : domicile des beaux-parents de Paul Verlaine où il vécut avec sa jeune épouse, Mathilde Mauté et leur enfant, Georges Verlaine. Ils logèrent durant environ trois semaines Arthur Rimbaud, en septembre 1871[1].